# Parenteraal
Parenteraal is de toedieningsvorm van geneesmiddelen of voeding anders dan enteraal (oraal, rectaal of via een sonde). Geneesmiddelen zijn naar toedieningsvorm te onderscheiden. Parenterale toedieningsvormen zijn bijvoorbeeld:
- dermaal, bijvoorbeeld een fentanylpleister
- infuus, vaak intraveneus in de aders
- injectie: onder andere intramusculair, subcutaan of sublinguaal.
- insufflatie, door de neus
- sublinguale toediening, onder de tong, bijvoorbeeld nitroglycerine